# Campegius Hermannus Gockinga (1748-1823)

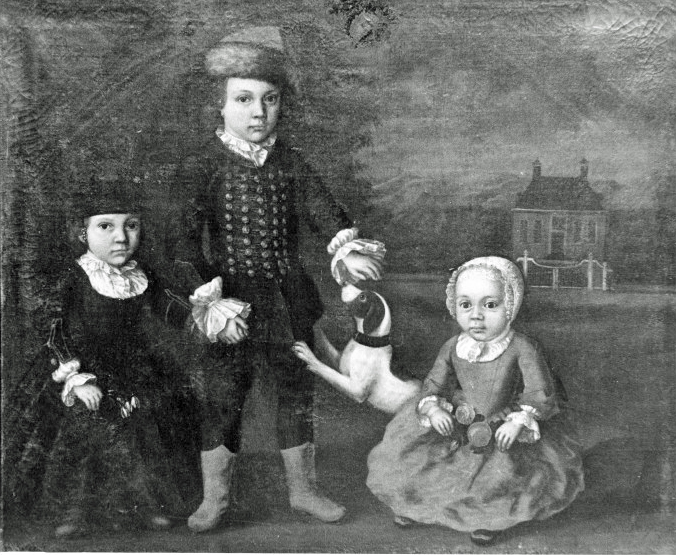
Campegius Hermannus als kind links op het schilderij met zijn broers Henric Joseph (1745-1787) en Scato François (1753-1796)

Campegius Hermannus Gockinga (Groningen, 14 februari 1748 - aldaar, 8 januari 1823) was een Nederlandse jurist en politicus.

## Leven en werk
Gockinga, lid van de familie Gockinga, werd in 1748 aan de Kremerrijpe te Groningen geboren als zoon van de kapitein van het eerste bataljon van het lijfregiment van de prins van Oranje en latere raadsheer en gedeputeerde ter Staten-Generaal mr. Joseph Gockinga en van Campegia Wilhelmina Vitringa. Hij studeerde van 1763 tot 1768 Romeins en hedendaags recht aan de hogeschool van Groningen en promoveerde in 1768 op een proefschrift getiteld " De mitigatione poenarum. Na zijn studie vestigde hij zich als advocaat in Groningen. In 1777 werd hij secretaris van de stad Groningen. Een functie die hij tot 1796 vervulde. Hij behoorde tot de gematigde patriotten. In 1795 werd hij gekozen in het stadsbestuur van Groningen. Van 1797 tot 1798 maakte hij deel uit van Gedeputeerde Staten van Stad en Lande. Van 1802 tot 1804 trad hij toe tot het landsbestuur door zijn verkiezing tot lid van het Staatsbewind van het Bataafs Gemenebest. Daarna keerde hij terug naar Groningen waar hij in 1805 lid van het bestuur van het departement werd en vanaf 1806 assessor. In 1808 volgde zijn benoeming tot kwartierdrost van het kwartier Winschoten. Ook was hij van 1806 tot 1809 staatsraad in buitengewone dienst. In 1811 werd hij lid van de algemene raad van het departement Westereems. In 1814 keerde hij weer terug op het landelijk toneel, hij was respectievelijk in 1814 lid van de Vergadering van Notabelen, van 1814 tot 1815 lid van de Staten-Generaal der Verenigde Nederlanden en van 1815 tot 1823 Tweede Kamerlid.
Daarnaast was Gockinga onder meer van 1805 tot 1808 curator van de Hogeschool van Groningen, luitenant jagermeester in het Oldambt, president commissie voor de landbouw en jachtofficier van koning Lodewijk Napoleon.
Gockinga bezat nabij Noordbroek een buitenplaats Veenhuizen, waar hij zomers met zijn gezin verbleef. Tuin en park werden door hem aangelegd met ten westen van het herenhuis een heremietenhut als rustplaats na de jacht.
Gockinga trouwde op 15 maart 1772 te Groningen met Alegonda Maria van Sijsen Uit hun huwelijk werden vijf kinderen geboren. Zijn zoon Joseph volgde hem na zijn overlijden in 1823 op als lid van de Tweede Kamer. Gockinga was ridder in de Orde van de Unie, ridder in de Orde van de Reünie, 7 maart 1812 en ridder in de Orde van de Nederlandse Leeuw.

## Bibliografie

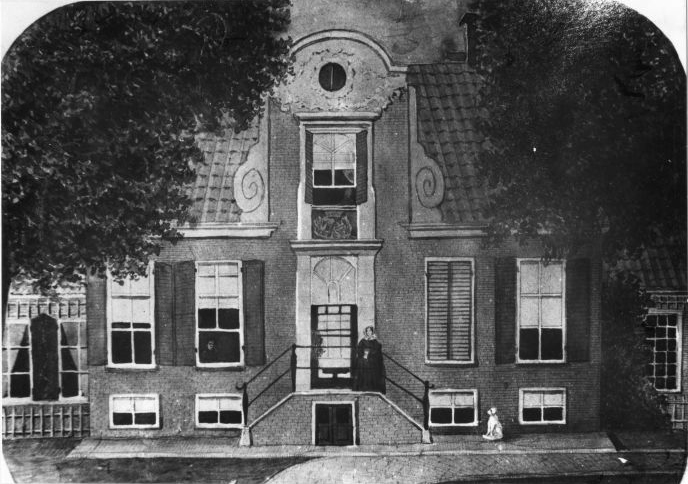
De buitenplaats Veenhuizen in de 19e eeuw